# Ограниченная рациональность
Ограниченная рациональность — понятие поведенческой экономики и психологии, которое подразумевает, что в процессе принятия решения человек испытывает ряд проблем, связанных с когнитивными ограничениями ума, недостатком времени и ресурсов. Таким образом, действия людей не являются полностью рациональными. Согласно этой концепции, лица, принимающие решения, стремятся найти удовлетворительное решение, а не оптимальное. Термин «Ограниченная рациональность» был введён американским экономистом Гербертом Саймоном.
Концепция ограниченной рациональности является альтернативной основой для математических моделей принятия решений, используемых в экономике, политологии и смежных дисциплинах. Она дополняет концепцию «рациональности как оптимизации», которая рассматривает принятие решения как целиком рациональный процесс поиска оптимального выбора с учётом имеющейся информации.

## Описание
Некоторые модели человеческого поведения в общественных науках предполагают, что поведение людей может быть описано в предположении, что люди ведут себя как «рациональные» существа (смотри, например, теорию рационального выбора). Во многих экономических моделях полагается, что люди гиперрациональны и никогда не делают чего бы то ни было, что противоречит их интересам. Концепция ограниченной рациональности подвергает эти положения сомнению с целью учесть, что в действительности совершенно рациональные решения мало осуществимы на практике из-за ограниченности вычислительных ресурсов, необходимых для их принятия.
Термин был предложен Гербертом Саймоном. В книге «Модели моей жизни» Саймон указывает, что большинство людей рациональны только отчасти, и эмоциональны либо иррациональны в остальных ситуациях. В другой работе он утверждает, что «агенты ограниченной рациональности испытывают затруднения при формулировании и решении сложных проблем, и обработке (получении, хранении, использовании, передаче) информации». Саймон описывает некоторое количество направлений, в которых классическая модель рациональности может быть дополнена и приведена в большее соответствие с реальностью, оставаясь в рамках строгого формализма:
- ограничение по тому, какого рода могут быть функции полезности;
- учёт стоимости сбора и обработки информации;
- возможность существования векторной функции полезности.

Саймон предложил, что экономические агенты используют скорее эвристический анализ, чем строгое применение правил оптимизации, из-за сложности ситуации и невозможности вычислить и учесть полезность каждого возможного действия. Стоимость оценки ситуации может быть очень высока, при том что другая экономическая деятельность может также требовать принятия подобных решений.
Даниэль Канеман позиционирует теорию ограниченной рациональности как модель, позволяющую преодолеть ограничения распространенной модели рациональных агентов.